# Grande Prémio de Ensaio Literário APE/PT
O Grande Prémio de Ensaio Literário APE/PT foi um prémio literário instituído pela Associação Portuguesa de Escritores e patrocinada pela Portugal Telecom.
O prémio foi entregue à mais significativa obra de ensaio publicada nos dois anos anteriores à atribuição, desde 1990 até 2004.

## Vencedores
- 1990 – Paula Morão com Irene Lisboa. Vida e escrita
- 1995 – Helena Carvalhão Buescu com A lua, a literatura e o mundo
- 1996 – João Barrento com A Palavra Transversal. Literatura e Ideias no Século XX
- 1997 – Ana Hatherly com O ladrão cristalino : aspectos do imaginário barroco
- 1998 – Abel Barros Baptista com Autobibliografias: solicitação do livro na ficção e na ficção de Machado de Assis
- 1999 – Luís Adriano Carlos com Fenomenologia do discurso poético : ensaio sobre Jorge de Sena
- 2001 – António Coimbra Martins com Diogo do Couto, O Primeiro Soldado Prático
- 2002 – Maria Alzira Seixo com Os romances de António Lobo Antunes: análise, interpretação, resumos e guiões de leitura
- 2003 – Clara Rocha com O Cachimbo de António Nobre e outros ensaios
- 2004 – Maria Lúcia Lepecki com Uma questão de ouvido : ensaios de retórica e interpretação literária
- 2018 - Helder Macedo com Camões e outros contemporâneos